# Raúl Francisco Primatesta
Raúl Francisco Primatesta (1919 - 2006) là một Hồng y người Argentina của Giáo hội Công giáo Rôma. Ông từng đảm nhận vai trò Hồng y Đẳng Linh mục Nhà thờ Beata Maria Addolorata a piazza Buenos Aires, Tổng giám mục đô thành Tổng giáo phận Córdoba trong suốt 33 năm, từ năm 1965 đến năm 1998.
Vốn là một giáo sĩ trong vai trò lãnh đạo giáo hội địa phương, ông từng đảm trách nhiều vai trò khác nhau trước khi tiến đến trở thành Tổng giám mục đô thành Córdoba, như: giám mục phụ tá Tổng giáo phận La Plata (1957 - 1961), giám mục chính tòa Giáo phận San Rafael (1961 - 1965). Ngoài lãnh đạo các giáo phận được bổ nhiệm, ông còn đảm nhận vị trí quan trong tại Hội đồng giám mục quốc gia như: Chủ tịch Hội đồng Giám mục Argentina (1976 - 1982; 1985 - 1990). Ông được vinh thăng Hồng y ngày 5 tháng 3 năm 1973, bởi Giáo hoàng Phaolô VI.

## Tiểu sử
Hồng y Raúl Francisco Primatesta sinh ngày 14 tháng 4 năm 1919 tại Capilla del Señor, Argentina. Sau quá trình tu học dài hạn tại các cơ sở chủng viện theo quy định của Giáo luật, ngày 25 tháng 10 năm 1942, Phó tế Primatesta, 23 tuổi, tiến đến việc được truyền chức linh mục. Cử hành nghi thức truyền chức cho tân linh mục là Tổng giám mục Luigi Traglia, Phó Giám quản Giáo phận Rôma. Tân linh mục là thành viên linh mục đoàn Tổng giáo phận La Plata.
Sau 15 năm thi hành các công việc mục vụ với thẩm quyền và cương vị của một linh mục, ngày 14 tháng 6 năm 1957, Tòa Thánh loan tin Giáo hoàng đã quyết định tuyển chọn linh mục Raúl Francisco Primatesta, 38 tuổi, gia nhập Giám mục đoàn Công giáo Hoàn vũ, với vị trí được bổ nhiệm là giám mục phụ tá Tổng giáo phận La Plata, sanh nghĩa Giám mục Hiệu tòa Tanais. Lễ tấn phong cho vị giám mục tân cử được tổ chức sau đó vào ngày 15 tháng 8 cùng năm, với phần nghi thức chính yếu được cử hành cách trọng thể bởi 3 giáo sĩ cấp cao, gồm chủ phong là Tổng giám mục Antonio José Plaza, Tổng giám mục đô thành Tổng giáo phận La Plata; hai vị giáo sĩ còn lại, với vai trò phụ phong, gồm có giám mục Adolfo Servando Tortolo, giám mục phụ tá Tổng giáo phận Paraná và Giám mục Jorge Mayer, giám mục chính tòa Giáo phận Santa Rosa. Tân giám mục chọn cho mình châm ngôn:PARARE.
Sau 4 năm được chọn làm Giám mục phụ tá, Tòa Thánh quyết định thuyên chuyển Giám mục Primatesta đến nhiệm sở mới, Giáo phận San Rafael, đảm đương vai trò Giám mục chính tòa. Thông báo thuyên chuyển được Tòa Thánh công bố rộng rãi vào ngày 12 tháng 6 năm 1961. Ông đã cử hành các nghi lễ nhận giáo phận của mình sau đó vào ngày 11 tháng 11 cùng năm.
Chỉ sau khoảng thời gian 4 năm được bổ nhiệm làm Giám mục chính tòa, Giám mục Primatesta được Tòa Thánh thăng Tổng giám mục, qua việc bổ nhiệm giám mục này làm Tổng giám mục đô thành Tổng giáo phận Córdoba. Thông báo về việc bổ nhiệm này được công bố cách rộng rãi vào ngày 16 tháng 2 năm 1965.
Bằng việc tổ chức công nghị Hồng y năm 1973 được cử hành chính thức vào ngày 5 tháng 3, Giáo hoàng Phaolô VI đưa ra quyết định vinh thăng Tổng giám mục Raúl Francisco Primatesta tước vị danh dự của Giáo hội Công giáo, Hồng y. Tân Hồng y thuộc Đẳng Hồng y Linh mục và Nhà thờ Hiệu tòa được chỉ định là Nhà thờ Beata Maria Addolorata a piazza Buenos Aires.
Ngoài lãnh đạo các giáo phận được bổ nhiệm, ông còn đảm nhận vị trí quan trong tại Hội đồng giám mục quốc gia như chức vụ Chủ tịch Hội đồng Giám mục Argentina trong hai đoạn: từ năm 1976 đến năm 1982 và từ năm 1985 đến năm 1990.
Ngày 17 tháng 11 năm 1998, Tòa Thánh chấp thuận đơn hồi hưu của ông, vì lý do tuổi tác, theo Giáo luật. Ông qua đời ngày 1 tháng 5 năm 2006, thọ 87 tuổi.